# Vale Flor
Vale Flor era una freguesia portuguesa del municipio de Mêda, distrito de Guarda.

## Historia
Fue suprimida el 28 de enero de 2013, en aplicación de una resolución de la Asamblea de la República portuguesa promulgada el 16 de enero de 2013 al unirse con las freguesias de Carvalhal y Pai Penela, formando la nueva freguesia de Vale Flor, Carvalhal e Pai Penela.